# Stellera formosana
Stellera formosana är en tibastväxtart som beskrevs av Bunzo Hayata och Li. Stellera formosana ingår i släktet Stellera och familjen tibastväxter. Inga underarter finns listade i Catalogue of Life.